# Kepler-1638 b
Kepler-1638 b (KOI-5856 b) — экзопланета системы звезды Kepler-1638 G-типа. Объект был обнаружен космическим телескопом НАСА «Кеплер» 10 мая 2016 года. Орбита находится на расстоянии 0,745 а.е.
Ученые оценивают планету потенциально живой на 76 %, из-за расположения в обитаемой зоне звезды Kepler-1638.

## Звездная система
Kepler-1638 — звезда типа G4V, расположенная на расстоянии 4973 световых года, относится к типу карликовых, звезда главной последовательности системы Kepler-1638.
Планета Kepler-1638 b (KOI-5856 b) единственная планета Kepler-1638. Данная система не изучена полностью, поэтому ученые предполагают существование новых планет в этой системе.

## Характеристики
Масса Kepler-1638 b (KOI-5856 b) составляет 4.16 Земли, полный оборот вокруг звезды планета делает за 259,3 дня.